# مزرعه شکراب
مزرعه شکراب یک منطقهٔ مسکونی در ایران است که در دهستان وکیل‌آباد واقع شده‌است. مزرعه شکراب ۴۵ نفر جمعیت دارد.